# Millumträsk
Millumträsk är ett naturreservat i Tingstäde socken i Region Gotland på Gotland.
Området är naturskyddat sedan 1996 och är 23 hektar stort. Reservatet består av ett gungflyområde intill kanalen som avvattnar  Elinghemsmyr.